# 피터 래드포드

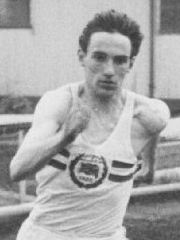

피터 래드포드(Peter Radford, 본명: 피터 프랭크 래드포드, Peter Frank Radford, 1939년 9월 20일 ~ )는 영국의 전 단거리 육상 선수로, 어렸을 때 심각한 질병으로 인해 앓았음에도 불구하고 100m와 200m(그리고 100m와 220야드)에 출전하여 육상 세계 기록을 깨고 올림픽 메달을 획득했다. 어렸을 때 신장에 구멍이 났다.